# ソー (ロケット)

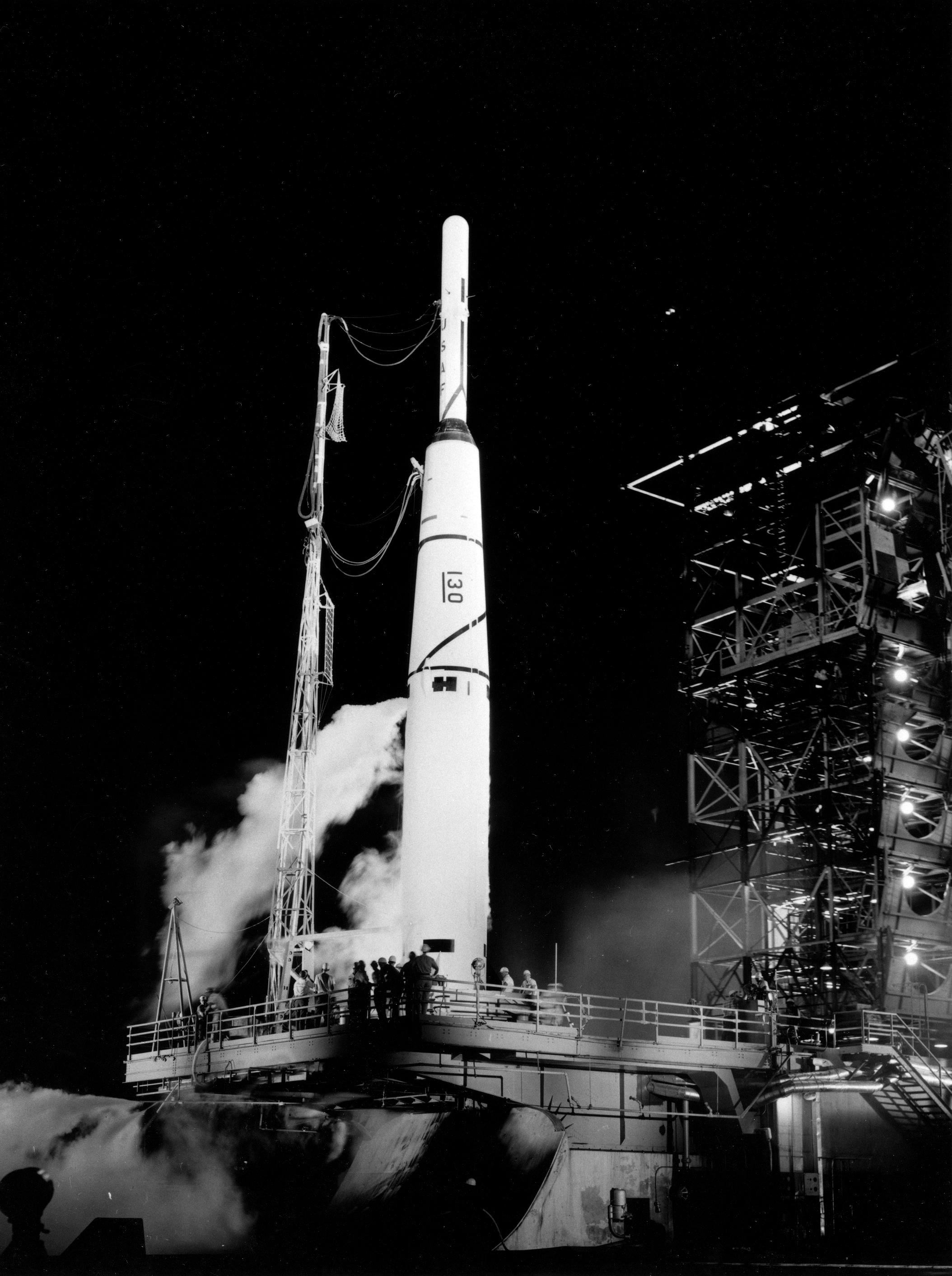
パイオニア1号を搭載したソー・エイブル

ソー (Thor) はアメリカ合衆国で開発・運用された打ち上げロケットで、Thorという名前はベースの準中距離弾道ミサイル「PGM-17」の通称と共通である。液体燃料ロケット単段のPGM-17に二段目以降を追加しており、軌道投入能力を持っている。後にソー・デルタを経てデルタロケットへと発展した。

## 構成例
著名な（公開の）宇宙機の他、コロナ計画の偵察衛星の打ち上げにも多く使われた。
- ソー・エイブル

上段にヴァンガードの第2段から派生したエイブル液体燃料ロケット (AJ10-101) を用いたもの。推進剤は硝酸/UDMH。さらに固体ロケットエンジンの3段・4段も用いられた。
初期の月探査計画に用いられたが月到達を果たせず撤退した。
- ソー・デルタ（Thor-Delta）

上段にエイブル派生のデルタを用いたもの。デルタシリーズの初ロケット。
- ソー・アジェナ (Thor-Agena) A/B/D

2段式ロケットで、2段目としてアジェナA/B/D上段ロケット (Bell8048 / 8081 / 8081) を用いたもの。推進剤は硝酸/UDMH。
- ソー・エイブルスター（英語版）

2段式ロケットで、Able Star (AJ10-104) を用いたもの。
- ソー・バーナー（英語版）

2段式ロケットで、2段目はバーナー2固体ロケットを用いたもの。